# Hiệp hội Khoa học Thủy văn Quốc tế
Hiệp hội Khoa học Thủy văn Quốc tế hay Hiệp hội Quốc tế về Khoa học Thủy văn, viết tắt theo tiếng Anh là IAHS (International Association of Hydrological Sciences), là một tổ chức phi chính phủ - phi lợi nhuận quốc tế hoạt động trong lĩnh vực nghiên cứu Thủy văn học và ứng dụng của nó.
IAHS thành lập năm 1922, đến nay có số thành viên vượt 5000 từ hơn 130 quốc gia và vùng lãnh thổ.
IAHS là một trong 8 hiệp hội hợp thành của Liên đoàn Trắc địa và Địa vật lý Quốc tế (IUGG).
Chủ tịch IAHS nhiệm kỳ 2017-2021 là Günter Blöschl từ Áo .

## Hoạt động
Theo quy chế tư cách IAHS và theo luật, nhân sự và các ủy viên IAHS được bầu với nhiệm kỳ bốn năm, từ các đại diện quốc gia tại IAHS.
IAHS làm việc chặt chẽ với IUGG, Hội đồng Khoa học Quốc tế (ICSU), UNESCO, và thường xuyên phối hợp với các tổ chức:
| WMO  | Tổ chức Khí tượng Thế giới                             | World Meteorological Organization                               |
| IAEA | Cơ quan Năng lượng Nguyên tử Quốc tế                   | International Atomic Energy Agency                              |
| WWC  | Hội đồng Nước Toàn cầu                                 | World Water Council                                             |
| IAH  | Hiệp hội Quốc tế các nhà Thủy văn học                  | International Association of Hydrologists                       |
| IAHR | Hiệp hội Quốc tế Nghiên cứu Công trình Môi trường thủy | International Association of Hydraulic Engineering and Research |
| IWA  | Hiệp hội Đường thủy nội địa                            | Inland Waterways Association                                    |

| Nhiệm kỳ  | Chủ tịch        | Chủ tịch  |
| --------- | --------------- | --------- |
| 2017-2021 | Günter Blöschl  | Áo        |
| 2013-2017 | Hubert Savenije | Hà Lan    |
| 2009-2013 | G. Young        | Canada    |
| 2005-2009 | A. Askew        | Úc        |
| 2001-2005 | K. Takeuchi     | Nhật Bản  |
| 1995-2001 | J.C. Rodda      | Anh Quốc  |
| 1991-1995 | U. Shamir       | Israel    |
| 1987-1991 | V. Klemeš       | Canada    |
| 1983-1987 | G. Kovacs       | Hungary   |
| 1979-1983 | M.F. Meier      | Hoa Kỳ    |
| 1975-1979 | J.C.I. Dooge    | Ireland   |
| 1971-1975 | J. Rodier       | Pháp      |
| 1970-1971 | W.C. Ackermann  | Hoa Kỳ    |
| 1967-1970 | K. Szezstay     | Hungary   |
| 1963-1967 | A. Volker       | Hà Lan    |
| 1960-1963 | W. Friedrich    | Đức       |
| 1957-1960 | H.G. Wilm       | Hoa Kỳ    |
| 1951-1957 | J.T. Thijsse    | Hà Lan    |
| 1948-1951 | M. Bernard      | Hoa Kỳ    |
| 1947-1948 | G. Slettenmark  | Thụy Điển |
| 1936-1947 | O. Lütschg      | Thụy Sĩ   |
| 1933-1936 | J. Smetana      | Tiệp Khắc |
| 1922-1933 | E. Wade         | Anh Quốc  |

## Xuất bản
IAHS Press thực hiện nhiệm vụ xuất bản cho IAHS, phổ biến ra toàn thế giới các kết quả nghiên cứu và thực hành, đồng thời gây quỹ bằng việc đăng tải và bán các Tạp chí Khoa học Thủy văn Hydrological Sciences Journal  và sách đánh giá. Bản tin IAHS được phát miễn phí cho các thành viên.

## Tài chính
IAHS là một tổ chức từ thiện Anh đã đăng ký; tất cả các khoản thu được sử dụng để hỗ trợ các mục tiêu của Hiệp hội. Phần lớn kinh phí IAHS được tạo ra thông qua việc bán các ấn phẩm IAHS.